# John Stuart Williams
John Stuart Williams (10 de julho de 1818 - 17 de julho de 1898) foi um general do Exército dos Estados Confederados durante a Guerra Civil Americana e senador democrata do Kentucky.

## Vida
Nascido perto de Mount Sterling, Kentucky, Williams frequentou as escolas comuns e se formou na Universidade de Miami em Oxford, Ohio, em 1839.
Williams foi membro da Câmara dos Representantes do Kentucky em 1851 e 1853.

## Guerra civil
Com a eclosão das hostilidades, Williams viajou para Prestonburg no início de 1861 e foi comissionado coronel da 5ª Infantaria de Kentucky.